# 7610 Sudbury
7610 Sudbury este un asteroid din centura principală de asteroizi.

## Descriere
7610 Sudbury este un asteroid din centura principală de asteroizi. A fost descoperit pe 3 decembrie 1995 la Sudbury de Dennis di Cicco. El prezintă o orbită caracterizată de o semiaxă mare de 2,91 ua, o excentricitate de 0,02 și o înclinație de 2,8° în raport cu ecliptica.